# Aeroporto Internacional de Osaka
O Aeroporto Internacional de Osaka (em japonês: 大阪国際空港|Ōsaka Kokusai Kūkō) é o principal aeroporto doméstico na região de Kansai, no Japão incluindo as cidades de Osaka, Kyoto, e Kobe. É classificado como um aeroporto de primeira classe.
O aeroporto também é conhecido como Aeroporto de Itami (em japonês: 伊丹空港|Itami Kūkō) porque a maior parte deste está localizada em Itami, Hyogo. O terminal está localizado em Toyonaka, Osaka, e o único acesso para Itami é através de um longo túnel abaixo da rodovia.
Apesar da designação “aeroporto internacional’’, este só realiza voos domésticos. O Aeroporto Internacional de Kansai substituiu o aeroporto de Osaka em 1994 e compete com o de Itami no tráfego doméstico. Itami também compete com o Aeroporto de Kobe, aberto em 2006.
Durante 2005, este aeroporto realizou 66,259 partidas e desembarques (para 32 cidades). O total de passageiros foi 18,948,300. O volume de carga transportada foi de 154,412 toneladas.[ligação inativa]